# Mohai V. Lajos
Mohai V. Lajos, születési neve: Venszl Lajos (Nagykanizsa, 1956. július 21.–) József Attila-díjas költő, író, esszéíró, irodalomtörténész. 

## Életpályája
Szülővárosában a Winkler Lajos Vegyipari Technikumban érettségizett 1974-ben, egyetemi tanulmányait az Eötvös Kollégium diákjaként az Eötvös Loránd Tudományegyetem Bölcsészettudományi Karán végezte (1974-79). 1989-ben bölcsészdoktori címet szerzett (A művelődéstörténeti szerepek átöröklése Kosztolányi sárszegi regényeiben). Irodalomtörténészként a XIX-XX. századi irodalom és kultúrtörténet kutatója. 
A rendszerváltozás után az újságírás, a politikai kommunikáció és tanácsadás, valamint az elektronikus média világában szerzett tapasztalatot. Publicistaként országos napilapok, egyebek mellett a Népszabadság, a Magyar Hírlap és a Magyar Nemzet kolumnistája volt, szerződéses munkatársként dolgozott a Magyar Rádióban (1992) és a HVG-ben (1996-2000). 1999. január 1-től június 30-ig a Magyar Atlanti Tanács munkatársa, 2000. január 1. és december 31. közt a GJW Kommunikációs Tanácsadó Kft politikai és médiatanácsadója volt, szakértőként segítette a Gravopack Kft, valamint a washingtoni székhelyű Magyar-Amerikai Koalíció, az Amnesty International, valamint a new york-i Magyar Emberjogi alapítvány munkáját. Dolgozott az Egyenlítő és az Új Egyenlítő című társadalompolitikai és kulturális folyóiratok főszerkesztő-helyetteseként. 
2006 óta irodalmi munkáinak él; óraadó volt a Károli Gáspár Református egyetemen. Az art7.hu művészeti portál főszerkesztő-helyettese.
Alapító tagja a Szépírók Társaságának, tagja a Magyar Írószövetségnek, a Mészöly Miklós Egyesületnek, a MASZRE-nek, és a Magyar Alkotóművészek Országos Egyesületének.

## Díjai
- 1991. Soros-ösztöndíj
- 1992. Pro Renovanda Hungarie-ösztöndíj
- 1995. Batthyány-ösztöndíj
- 1999. Soros-ösztöndíj
- 2014. NKA-irodalmi ösztöndíj
- 2015. NKA-irodalmi ösztöndíj
- 2018. József Attila-díj
- 2019. Nagykanizsa Megyei Jogú Város Címere

## Könyvei
- Kiszolgáltatottak és szerepvesztők. Kosztolányi regényalakjairól. Budapest. 1991
- Szorgalmi feladatok. Esztétikai kisrajzok, tanulmányok. Budapest. 1991
- Kritikai labirint. Kritikák. Miskolc. 1996
- Papírbóják. Esszék, tanulmányok. Budapest. 1996
- Édes csábítások. Irodalmi esszék. Miskolc. 2000
- Tanmesék Danilo Kistől. Esszék, kritikák Miskolc. 2001
- Kilazult kő. Versek. Budapest, 2007
- Centrum és periféria. Esszék. Budapest, 2008
- Egy szín tónusai. Esszék. Budapest, 2009
- A sárszegi regények és környezetük. Értekezés. Szombathely, 2010
- Az emlékezés melankóliája. Próza. Budapest, 2010
- A múlt koloritja. Esszék. Budapest, 2011
- Hová is lenne az út? Versek. Budapest, 2011
- Szeptember végén áhítat. Versek. Budapest, 2013
- A bátyám hazavitte a halált. Próza. Budapest, 2014
- A vidék mélységes mítosza. Értekezés. Szombathely, 2016
- A drága váza. Válogatott esszék, tanulmányok. Szombathely, 2016
- Stációk. Hosszú beszélgetés Kelecsényi Lászlóval. Budapest, 2017
- Rózsa utca, retrospektív. Eposz. Budapest, 2017
- A nyár szürete. Versek. Budapest, 2019
- Szabadon és kötelezően. Esszék, szorgalmi feladatok. Szombathely, 2020
- Tintaceruza a sörösládában. A város és söre – Próza és esszé. Budapest, 2020
- Utószó a magyar költészethez. Versek. Budapest, 2021
- Kettős:pont.kettő. Minden legkisebb hely; Könyvpont, Budapest, 2022
- Szótlan kórus. Versek; Prae, Budapest, 2022
- Bel canto. Álom a régi Kanizsáról. Versek; Prae, Budapest, 2022
- A kanizsai hidegház. Befejezetlen kézirat; Prae, Budapest, 2023
- Párhuzamos múzsák. Egy költő-grafikus-könyvtervező boldogulása. Fábián István hetven éves; Könyvpont, Budapest, 2023

### Társszerzővel
- Szendrő Borbála – Mohai V. Lajos: 250 magyar ige ragozása, Budapest, 1997
- Csegezi Mária – Mohai V. Lajos: Új Magyar Bélyegkincstár, 1999. Budapest, 2002
- Galló Béla–Mohai V. Lajos: Meggyőzni vagy legyőzni. Adalékok a modern vitakultúra magyar természetrajzához; Párbeszédkultúra Nonprofit Kft., Budapest, 2019
- Mohai Lajos: Kettős:pont. Fábián István. Ha grafikáit nézem, olykor tükörnek látom azokat / Fábián István: Kettős:pont. Mohai V. Lajos. Közelítések, metszések Mohai V. Lajos útjaival; Könyvpont, Budapest, 2020
- Fábián István – Mohai V. Lajos: Kettős:pont. Kettő. Minden legkisebb hely. Vers, esszé. Budapest, 2022
- Galló Béla – Mohai V. Lajos: A megtalált szerep. Halzl-emlékönyv. Budapest, 2022
- Fábián István: Kettős:pont.négy. Cantio de amore. Fű és gyökere / Mohai V. Lajos: Kettős:pont.négy. Cantio de amore. Pismányi este; Könyvpont Kft., Budapest, 2024